# パチスロひぐらしのなく頃に祭
パチスロひぐらしのなく頃に祭（パチスロひぐらしのなくころにまつり）は、2010年4月にオーイズミが開発、販売した5号機のパチスロ機。保通協における型式名は『パチスロひぐらしのなく頃に祭F』。

## 概要
本機はPlayStation 2で発売された『ひぐらしのなく頃に祭』とタイアップした機種で、OYASHIRO BIG BONUS（オヤシロビッグボーナス）など3種類のボーナスを有する。またリプレイタイム（RT）突入のチャンスゾーン（CZ）「運命分岐モード」および完走型RT「疑心暗鬼モード」を搭載し、このRTとボーナスで出玉を増やすタイプの機種である。
技術介入性が非常に高く、打ち手の目押し力、および知識の介入により機械割が変動する。

## ボーナスについて
ボーナスは3種類、計6パターンの図柄組み合わせがある。
OYASHIRO BIG BONUS（赤7・白7揃い）は429枚を超える払い出しで終了し最大307枚の獲得となる。BIG BONUS（赤7赤7白7・白7白7赤7揃い）は299枚を超える払い出しで終了し最大216枚の獲得となる。REG BONUS（赤7赤7青7・白7白7青7揃い）は59枚を超える払い出しで終了し最大48枚の獲得となる（技術介入性については後述）。
いずれのボーナスも終了後は必ずCZ「運命分岐モード」に突入する。

## 運命分岐モード
CZ「運命分岐モード」は2種類存在し、ひとつはBIG BONUS後、もうひとつはREG BONUS後、RT終了後、周期CZがこれにあたる。BIG BONUS後CZはRT突入確定となり、そのほかのCZは抽選により5割程度の確率でRTに突入する。
BIG BONUS後以外のCZ中に転落リプレイが成立するとCZは終了し、その入賞型によって250G後（オレンジ・リプレイ・ベル入賞）もしくは500G後（ベル・リプレイ・ベル入賞）に再びCZに突入する（いずれも中リールから押した場合）。

## 疑心暗鬼モード
RT「疑心暗鬼モード」中は前原圭一と大石蔵人による電話会議の演出が進行し、RTゲーム数が残り10Gになると専用の連続演出が発生する。その最終ゲームで前原圭一（竜宮レナの場合もある）が疑心暗鬼をやめ、惨劇を回避するとボーナスとなる。
RT中は1ゲームあたり約0.75枚の増加が見込め途中でボーナスフラグが成立しても終了しない、いわゆる「完走型RT」である。
「疑心暗鬼モード」の継続ゲーム数には4つの種類があり、それぞれ成立フラグおよび入賞型を参照する。
CZ中の「リプレイ・ベル・リプレイ」入賞で30G、「オレンジ・ベル・リプレイ」入賞で50G（いずれも中リールから押した場合）、「チェリー（取りこぼして9枚役）」成立で90G、（BIG BONUS終了後のCZ中のみ）ボーナス成立で150GのRTとなる。

### 150GのRT
BIG BONUS（OYASHIRO BIG含む）直後は150G継続のRTにもれなく突入している。RT中のため転落リプレイはもともと出現しないが（BIG後CZのみRT突入確定なのはこのためであり、突入自体を抽選しているCZとは意味合いが違う）、ベル・チェリー、および9枚役（以降「ベル等」）成立前にボーナスフラグを成立させるとこの150GのRTを完走することが出来る。
またボーナス成立により150GのRTが確定した後も液晶ではその告知がないため、表面上ではベル等成立時に一旦疑心暗鬼モードに突入する。
ベル等成立時、ボーナスフラグ未成立であれば対応するゲーム数のRT終了後（RT中にボーナス未成立ならば）再度CZへ突入し、当該状況が成立していれば、液晶上で残りRT数が追加され前ボーナスからカウントして150Gを完走する（完走後ボーナスが告知される）。
RTの追加演出発生時ボーナスの告知ランプが点灯するとともに、BGMが「you」に切り替わるため、この状態を総じて「you」と呼ぶことが多い。

## 技術介入性
本機は非常に高い技術介入性を有する。いずれのケースも目押しが完璧ならば常に最大限の出玉性能を引き出せることになり、その恩恵も大きい。
通常時
通常時フリー打ちで取りこぼす可能性のあるフラグは3種類の1枚役、10枚役のチェリー、スイカである。
これらは特定の位置を目押しする小役回収打法を実施することにより全フラグを取得することが可能であるため、通常時も常に目押しが必要となる。
また本機種は成立したボーナスフラグが液晶で告知されるまで遅い機種の部類に入る。このため成立したボーナスフラグをいち早く察知するためにもこの小役回収打法は必須である。
ボーナス中
すべてのボーナスで予告音の発生時、変則押しで左リールをビタ押しし、1回だけ9枚役を取得することによって獲得枚数を最大化（フリー打ちに比べて6枚アップ）することができる。
運命分岐モード中
CZ中にベルもしくは転落リプレイ（および通常リプレイ）が成立すると、液晶上で中リールから押すように指示される。このとき、いずれの場合も中リールを押した後左から押す場合が「難易度低」を選択することになり、右から押すと「難易度高」を選択することになる。「難易度低」を選択した場合、ベル成立時は約66 - 75%でRT50Gを選択し、転落リプレイ成立時は同確率で次のCZまでのゲーム数が250Gとなる。
一方で「難易度高」を選択した場合、特定のコマをビタ押しすることにより必ずRTを50G、もしくは次のCZまでのゲーム数を250Gとすることができる（失敗するとそれぞれ必ず30G、500Gとなる）。

## 演出等
インターネット上などで特に質問が出やすい演出等についてまとめる。
ボーナス中「CHANCE」
BIG BONUS中は約1/10、REG BONUS中は約1/3で「CHANCE」と液晶に表示される場合がある。リール上は単なるハズレとなるため何かを狙う必要はないが、一定の確率で盤面左下の古手梨花のランプが点灯する。白発光より虹発光のほうが点灯の期待が高く、最大2回まで抽選する（2回目の抽選当選時は梨花ランプが点滅する）。
なおOYASHIRO BIG BONUS中は点灯抽選を行っていないが、終了後は必ず梨花ランプが点滅する。
梨花ランプ
CZ中にベルが成立した場合、そのベルがRT50Ｇベルだった場合はその押し順をナビ（液晶上の左ボタンが強く発光する）してくれる。点灯時はナビする、しないに関わらず1回のベル成立で消灯するが、点滅時はCZ中のベル成立時、RT50ベルが成立していれば一連のCZが終了するまでナビし続ける。
CZ中梨花ランプが点灯・点滅しているにもかかわらずベル成立時にナビが発生しない場合はRT30Gベルが成立している可能性が高いため、仮にビタ押しに自信が無くても「難易度高」を選択するべきである。
富竹ランプ
盤面左下の富竹ジロウが構えるカメラは、そのレンズ部分がボーナス告知ランプになっており、ボーナスが成立している状態で青7を揃えるとランプが点灯する。ボーナス非成立でも青7がそろうことがあるが、その場合は点灯しない。
フリーズ
1枚役とOYASHIRO BIG BONUSの重複当選時に限り、一定の確率でレバーオン時にフリーズが発生する。またチェリーとボーナスの重複当選時も一定の確率で第3ボタン停止後、フリーズが発生する。
演出総数
公式HPでは9億パターン以上とされている。

## ボーナス成立確率
ボーナスの合成確率と機械割は下記の通り。（数値はメーカー発表値）
| 設定 | BIG合成 | REG     | ボーナス合成 | 機械割        |
| ---- | ------- | ------- | ------------ | ------------- |
| 1    | 1/394.8 | 1/399.6 | 1/198.6      | 96.0～102.0%  |
| 2    | 1/385.5 | 1/394.8 | 1/195.1      | 98.8～104.1%  |
| 3    | 1/372.4 | 1/385.5 | 1/189.4      | 100.5～106.9% |
| 4    | 1/364.1 | 1/376.6 | 1/185.1      | 104.3～109.0% |
| 5    | 1/352.3 | 1/360.1 | 1/178.1      | 108.4～112.2% |
| 6    | 1/341.3 | 1/376.6 | 1/179.1      | 112.5～114.5% |

## その他
- 2010年4月22日にアルケミストからPlayStation 2用の本機のシミュレーターゲームが発売された。
- 2010年5月より、サミーネットワークスが運営するオンラインゲーム・777town.netでパチスロアプリが提供されている。
- 本機には、販売時期別に3種類のパネルがある。
  1. レナVer.（2010年4月）
  2. 梨花Ver.（2010年7月）
  3. 魅音☆詩音Ver.（2010年10月）